# Bulbophyllum loherianum
Bulbophyllum loherianum é uma espécie de orquídea (família Orchidaceae) pertencente ao gênero Bulbophyllum. Foi descrita por Friedrich Fritz Wilhelm Ludwig Kraenzlin e Oakes Ames em 1925.